# 文森山

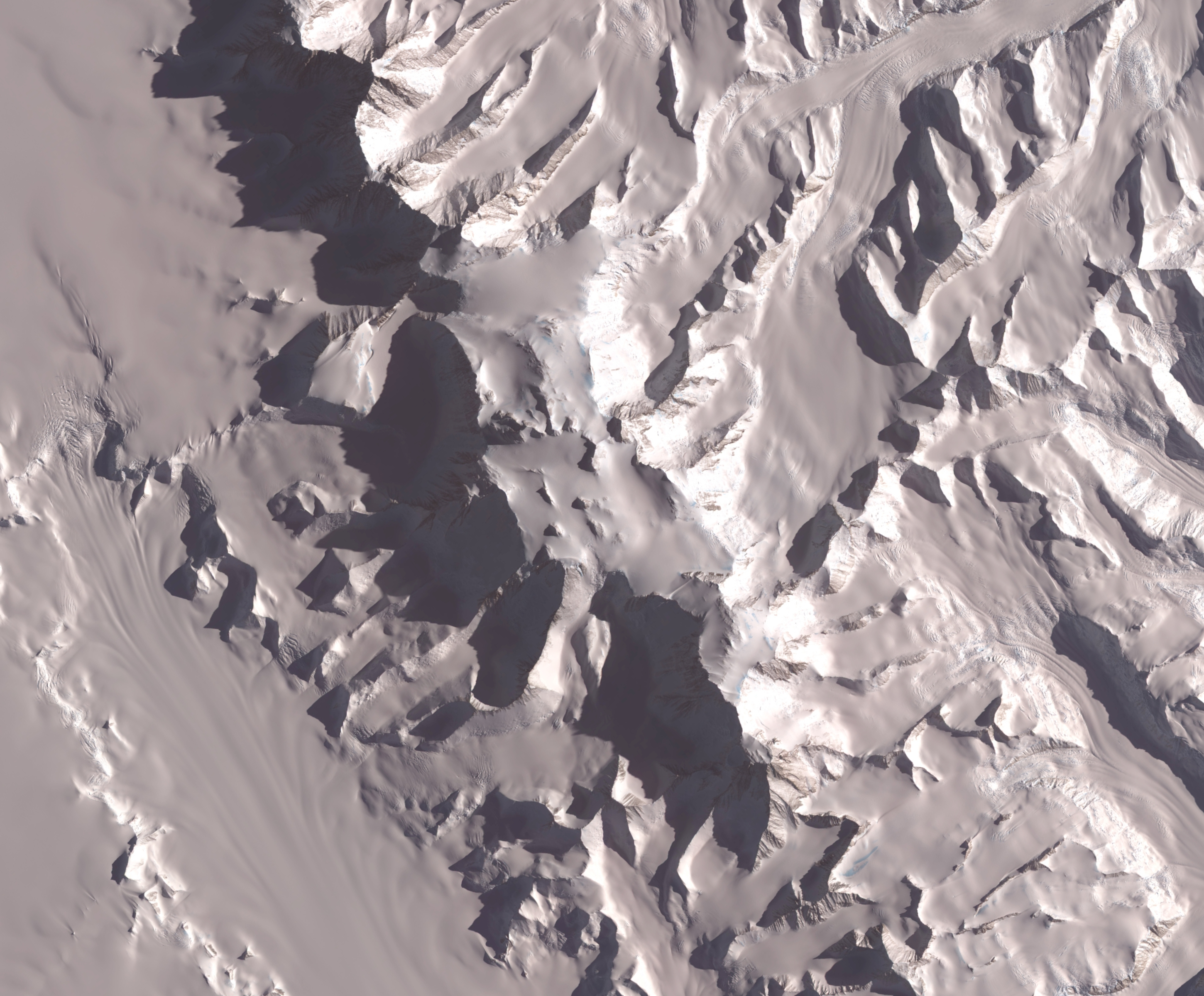
NASA 从太空拍摄的文森山

文森山（英語：Vinson Massif），是南极洲的最高峰，以致力於推動南極探險的美國國會議員卡爾·文森為此峰命名。於2004年以GPS技術最新測得海拔4,892公尺（16,050英尺），山頂距南极點约1,200公里，山體长21公里，宽13公里。